# Ludwig Görtz
Ludwig Görtz GmbH is een Duitse keten van schoenwinkels en werd opgericht in Barmbek bij Hamburg opgericht. Het heeft ongeveer 160 vestigingen in 90 steden in Duitsland en Oostenrijk. Het bedrijf heeft zijn hoofdkantoor in Hamburg en heeft ongeveer 3.200 medewerkers.

## Geschiedenis

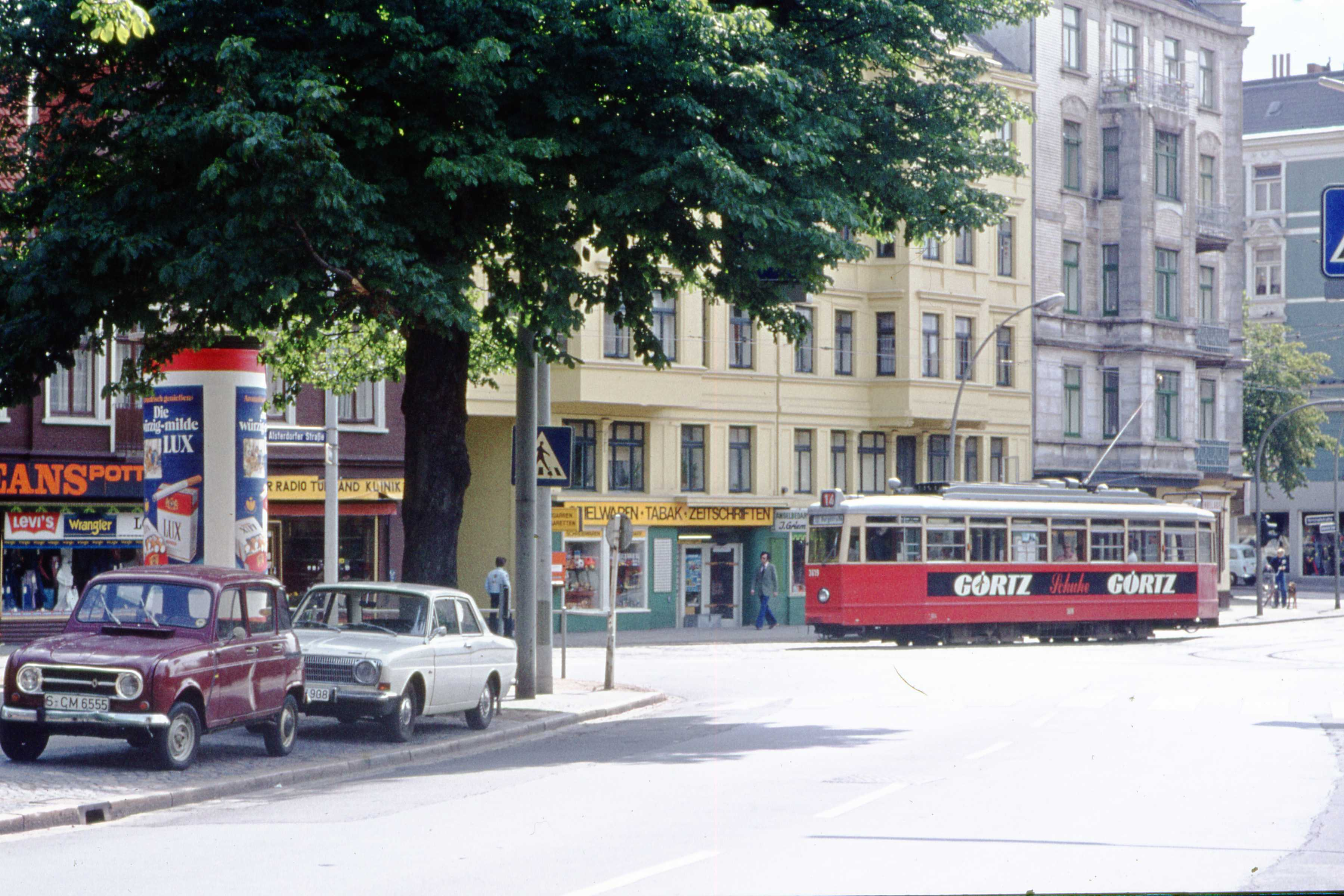
Advertertentie van het bedrijf op een tram in de jaren zeventig

In 1875 opende Johann Ludwig Görtz in Barmbeck bij Hamburg zijn eerste herenschoenenwinkel op een oppervlakte van 14 m². In 1938 werd een andere winkel geopend in Hamburg. In 1959 werd in Reutlingen de eerste vestiging buiten Hamburg geopend. In 1970 werd in Hamburg Görtz 17 opgericht. In 1980 werd het schoenenmodemerk Belmondo opgericht, dat door het bedrijf zelf wordt ontworpen, geproduceerd en verkocht. Sinds 1993 is Görtz ook vertegenwoordigd in Oostenrijk en vanaf 2006 in Polen. 
Met de aankoop van Pasito Fricker AG was het bedrijf van 2010 tot 2014 aanwezig in Zwitserland. In 2014 stapte de investeringsmaatschappij Afinum uit München in bij Görtz en nam een belang van 40%. Met deze partnerschap wil men de internetbusiness vooruit te helpen. De overige 60% van de aandelen is in familiebezit.
In 2015 droeg eigenaar Ludwig Görtz het voorzitterschap van de raad van bestuur van de Hamburgse schoenenretailer Görtz over. In hetzelfde jaar werd de online winkel opnieuw gelanceerd.

## Vlaggenschipwinkels
Naast de grootste schoenenwinkel van Europa met een oppervlakte van 4.000m²aan de Mönckebergstrasse in Hamburg heeft Görtz zeven andere vlaggenschipwinkels in Duitsland: Frankfurt, Berlijn, Stuttgart, Aken, Hannover en München.

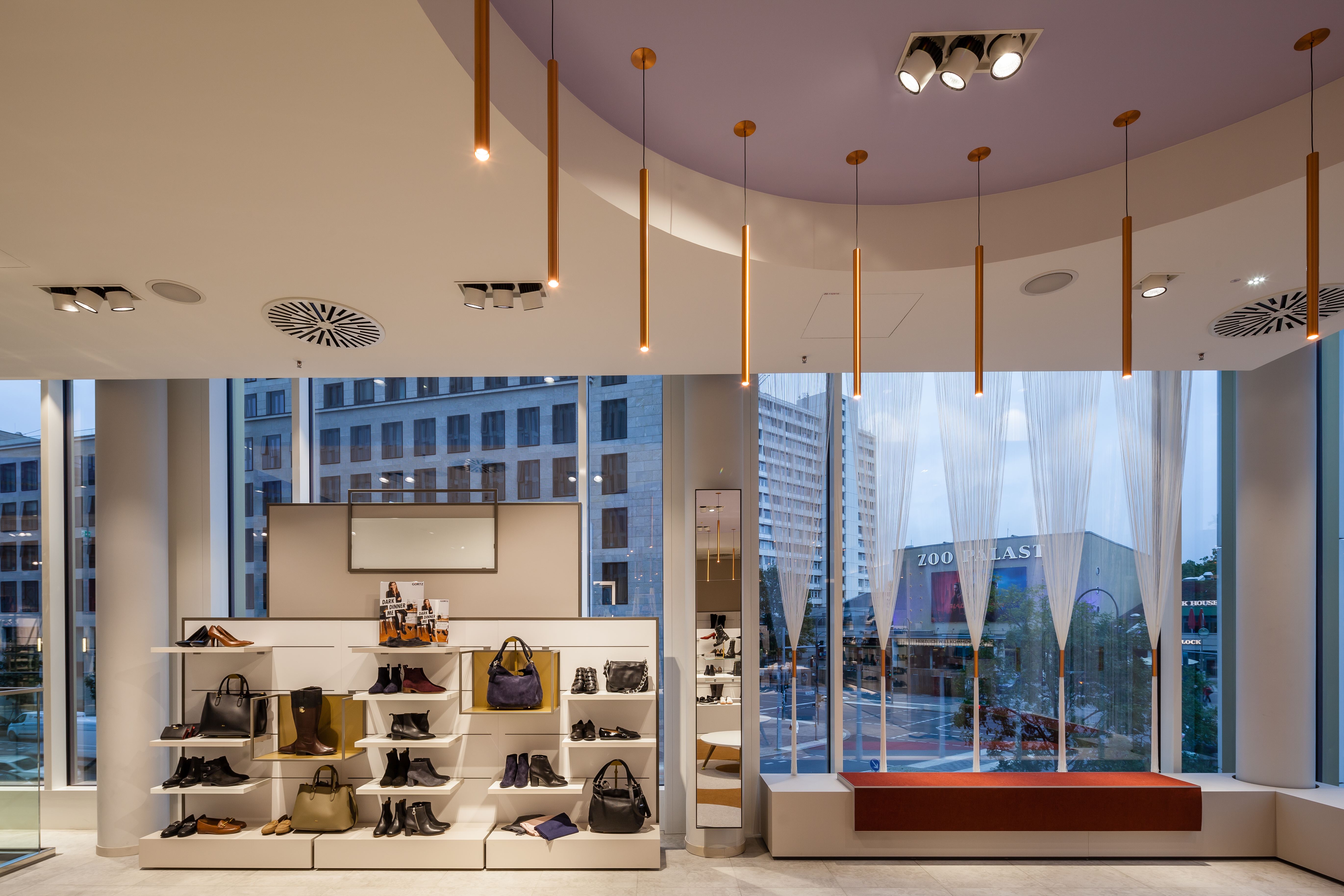
Görtz vlaggenschipwinkel in Berlijn (1e verdieping)

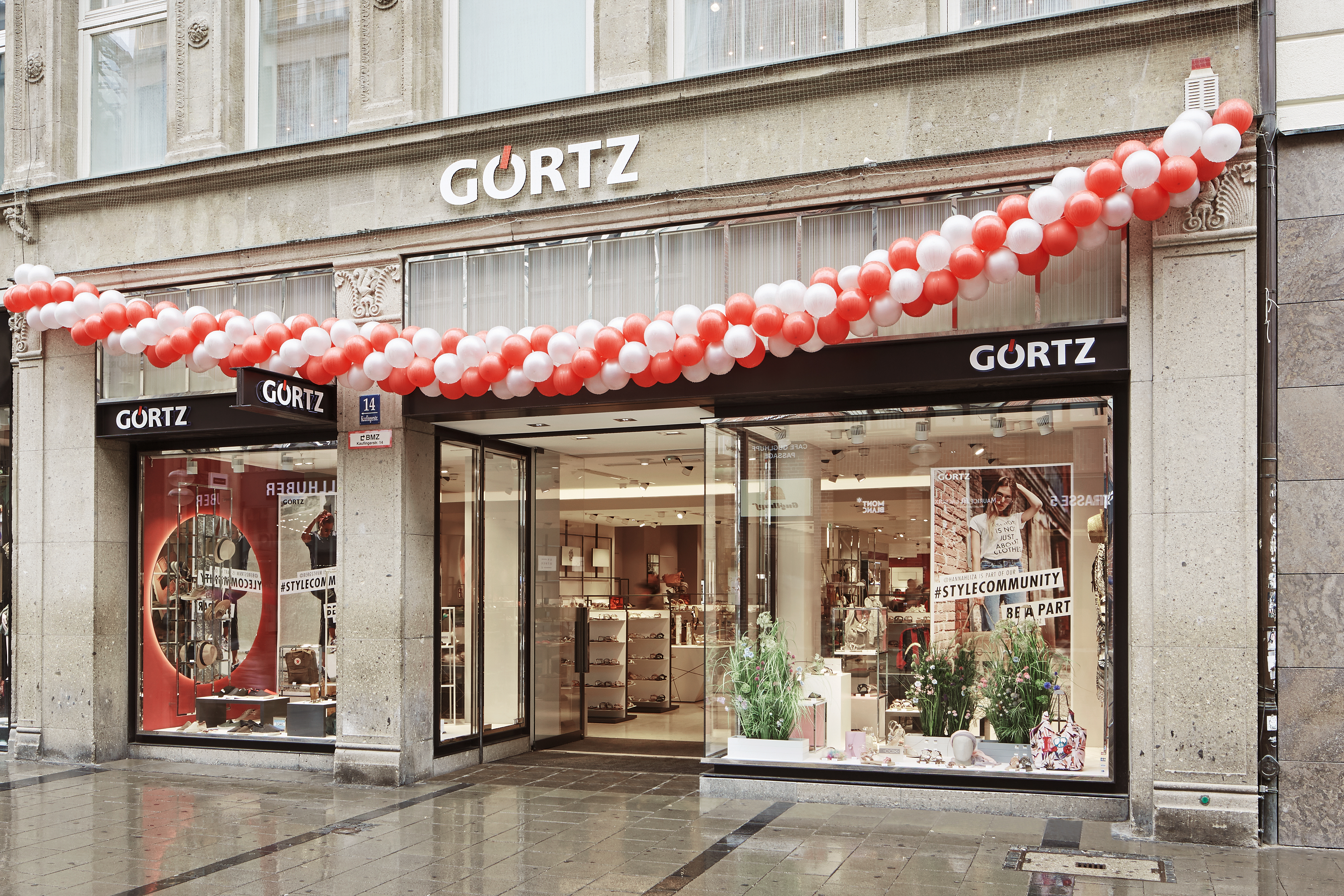
Görtz vlaggenschipwinkel aan de Kaufingerstrasse in München